# Орахов До
Орахов До је насељено место у општини Равно која административно припада Херцеговачко-неретванском кантону, Федерација БиХ, Босна и Херцеговина. Према попису становништва из 2013. у насељу је живео 151 становник.

## Историја
Сеоска црква је веома стара, обнављана је више пута. Око цркве има грчких (православних) плоча, а по брдима има много старих гомила. На километар од села налазе се старе омеђине, које се зову Градина. Код магистралног пута може се видети чувени солински пут, којим су некада кириџије гониле караване соли из Сланога у Херцеговину и друге крајеве. Манастир Завала је имао своју четрњу за вино у овом селу. Раније су готови сви мештани били кметови овог манастира. Као држаоци земаља манастира Завале 1817. године помињу се Иван Бурум, Ђура Крстић (Кристић), Иван Ћосић и Видоје Штрцало.
Бискуп фра Доминик Андријашевић, родом из Попова поља, поднео је извештај 1629. године Риму о стању католичке цркве у Доњој Херцеговини. За парохију Орахов До, Чешљари и Голубинац навео је да је чине 40 католичких породица у сва три села, и да је једну од тих породица, која је била православна, превео у католичанство. Међутим, у селу је и тада било православаца, тако је манастир Завала 1514. године купио један виноград од Боже, сина Радованова, из Орахова Дола, а земљу је куповао у овом селу 1600. и 1618. године. Према народном предању, сеоски род Бошковићи били су православне вероисповести, а њихов припадник Никола Бошковић, отац Руђера Бошковића, се одселио у Дубровник као православац.
За време Другог светског рата из Орахова Дола је било припадника усташа који су чинили злочине над православним српским становништвом околних села у Поповом пољу. Међу најозлоглашенијима се помињу Мартин и Никола Бурум.

## Становништво
Према попису становништва из 2013. године у месту је био 151 становник. Сви су се изјаснили као Хрвати. Иако римокатоличке вероисповести, сви мештани празнују крсну славу.
| Национални састав према попису из 2013.‍ | Национални састав према попису из 2013.‍ | Национални састав према попису из 2013.‍ | Национални састав према попису из 2013.‍ | Национални састав према попису из 2013.‍ |
| --------------------------------------- | --------------------------------------- | --------------------------------------- | --------------------------------------- | --------------------------------------- |
|                                         |                                         |                                         |                                         |                                         |
| Хрвати                                  | Хрвати                                  |                                         | 151                                     | 100%                                    |
| Укупно: 151                             |                                         |                                         |                                         |                                         |

Ранији пописи:
| Националност | 1991. | 1981. | 1971. | 1961. |
| Срби         | 4     | 7     | 11    | 4     |
| Хрвати       | 36    | 137   | 225   | 283   |
| Југословени  | -     | 5     | -     | -     |
| Укупно       | 40    | 149   | 236   | 288   |

### Порекло становништва
У Орахову Долу су 1938. године живели родови:
Католици:
- Кристићи, 13 кућа. Раније су били Бошковићи. Старином су из Босне. Од овог рода потиче Руђер Бошковић. Славе Мратиндан.
  - Томичићи, 5 кућа. Огранак Бошковића (Кристића). Славе Мратиндан.
- Буруми, 6 кућа. Давно се доселили из Осјечине Међе код Дубраве. Славе Мратиндан.
- Јерчићи, 4 куће. Огранак старих Боројевића који су старином из Црне Горе. Славе Мратиндан.
- Бркићи, 2 куће. Огранак Боројевића. Славе Мратинддан.
- Перићи, 3 куће. Дошли из Дубраве. Славе Мратиндан.
- Пирјаћи, 3 куће. Старином из Мајкова. Прво су се звали Лазибат, потом Пирјан, па Пирјаћ. Славе Мратиндан.
- Радићи, 3 куће. Дедови им дошли са Плањака у Трнчини. Славе Никољдан.
- Панџе, 2 куће. Дошли из Котара у 18. веку. Славе Мратиндан.
- Балија, 1 кућа. Дошао као зет у Томичиће из Голубинаца. Славе Мратиндан.
- Јовићи, 1 кућа. Потичу од Јовића у Чешљарима, дошли почетком 20. века. Славе Мратидан.
- Којићи, 1 кућа. Истог су порекла са Шимуновићима у Равном. Раније живели у Цицрини. Славе Митровдан.

Православци:
- Шешељи, 1 кућа. Досељени 1925. на манастирском имању из Завале. Од ове породице потиче Војислав Шешељ. Славе Лучиндан.[7]

## Познате личности
- Никола Бошковић, дубровачки трговац, отац астронома и математичара Руђера Бошковића